# Смарагд Хадзиевстатиу
Смарагд (на гръцки: Σμάραγδος, Смарагдос) е гръцки духовник, митрополит на Вселенската патриаршия.

## Биография
Роден е в 1871 година в Алацата с фамилията Хадзиевстатиу (Χατζηευσταθίου). В 1892 година завършва Халкинската семинария. Служи като ефимерий в Еникьой на Босфора. На 31 март 1897 година става настоятел на църквата „Свети Йоан Хиоски“ в цариградския квартал Галата.
На 22 февруари 1900 година е избран за мириофитски епископ. Ръкоположен е на 27 февруари 1900 година в „Свети Йоан Хиоски“ в Галата от митрополит Йоаким Маронийски в съслужение с митрополит Вениамин Амидски и епископ Поликарп Левкийски.
На 21 февруари 1908 година е избран за мъгленски митрополит в Лерин, на който пост остава до 1910 година. Избран е за пловдивски митрополит на 5 август 1910 година, но е преместен на 21 юни 1912 година като илиуполски и тирски митрополит. На 14 октомври 1924 година става ениджевардарски и гумендженски митрополит и остава на поста до 14 декември 1927 година.
Умира на 14 януари 1928 година в Солун.